# Lubuk Dalam (Lengkiti)
Lubuk Dalam is een bestuurslaag in het regentschap Ogan Komering Ulu van de provincie Zuid-Sumatra, Indonesië. Lubuk Dalam telt 829 inwoners (volkstelling 2010).